# Vèze (Saône)
Die Vèze (im Unterlauf auch Bief du Moulin genannt) ist ein kleiner Fluss im Osten von Frankreich, der in den Départements Jura und Côte-d’Or der Region Bourgogne-Franche-Comté nördlich der Stadt Dole verläuft.

## Geografie

### Verlauf
Die Vèze entspringt im südlichen Gemeindegebiet von Menotey, entwässert mit mehreren Windungen generell in westlicher Richtung und mündet nach rund 15 Kilometern an der Gemeindegrenze von Labergement-lès-Auxonne und Flagey-lès-Auxonne  als linker Nebenfluss in die Saône. Die Vèze quert im Oberlauf die Autobahn  A 36 sowie im Unterlauf die Bahnstrecke Dijon–Vallorbe und die Autobahn A 39.

### Orte am Fluss
(Reihenfolge in Fließrichtung)
- Jouhe
- Biarne
- Saint-Vivant-en-Amaou, Gemeinde Biarne
- Billey
- Villers-Rotin
- Labergement-lès-Auxonne
- Flagey-lès-Auxonne